# Бызовая
Бызовая — археологическая стоянка ранней поры верхнего палеолита на территории Республики Коми, на средней Печоре (64° с. ш.), возле деревни Бызовая (Муниципальный район «Печора»).
Открыта в 1962 году Е. М. Тимофеевым. По другим данным — В. И. Чалышевым в 1957 году. Исследована в 1963—1968 годах В. И. Канивцом и Б. М. Гуслицером, в 1983—1992 годах П. Ю. Павловым. В 1997 году с изучения Бызовой началось осуществление крупного российско-норвежского проекта «Печора», посвящённого проблемам первоначального заселения человеком Крайнего Севера. С 2007 года изучается российско-французской экспедицией.
Исследовано 550 м² культурного слоя памятника. Скорее всего, большая часть памятника давно уничтожена боковой эрозией Печоры.
Для каменного инвентаря памятника характерны плоские нуклеусы, концевые скребки, прямые и конвергентные скребла, ножи, чопперы, листовидные двустороннеобработанные наконечники. Всего обнаружено 313 каменных артефактов (в том числе 11 каменных ядрищ, используемых для скола заготовок). П. Ю. Павлов связывает стоянки Заозерье в нижнем течении реки Чусовой (33-30 тыс. л. н.) и Бызовую с особой культурной традицией, отличной от стрелецкой культуры.
Фауна: мамонт (97,6 % от определённых костей), шерстистый носорог, северный олень, лошадь, овцебык, волк, медведь, полярная лиса, лемминг. Всего — четыре тысячи костей животных.
Ископаемых останков древних людей пока не обнаружено.
Радиоуглеродные даты памятника — 29—31 тыс. лет. Средневзвешенная оценка люминесцентного анализа минеральных отложений даёт датировку в 32 тысячи лет.
Идентификация авторами каменных орудий Бызовой, как орудий мустьерской культуры, позволила им предположить, что здесь обитали неандертальцы.